# 基蘭·布魯克斯
基蘭·布魯克斯（英語：Kieran Brookes；1990年8月29日—）是一位英格蘭橄欖球運動員。他是英格蘭國家橄欖球隊的一員，代表英格蘭參加了2015年世界盃橄欖球賽。